# Nicht wie ihr
Nicht wie ihr ist der erste Roman von Tonio Schachinger, der im Jahr 2019 im Rowohlt Taschenbuch Verlag veröffentlicht wurde. Der Protagonist Ivo gibt Einblicke in sein Leben als Fußballprofi. Dabei werden die schönen Seiten und die Schattenseiten seines Lebens gezeigt.

## Handlung
Ivo Trifunović ist ein österreichischer Fußballspieler mit bosnischen Wurzeln. Schon als er klein war, hatte er ein Ziel: Fußballprofi zu werden. Heute ist Ivo einer der bestbezahlten Fußballspieler auf der Welt. Nach vielen verschiedenen Stationen in ganz Europa läuft er aktuell für den englischen Klub Everton FC auf und spielt zudem in der österreichischen Nationalmannschaft. Mit seiner Frau, Jessy, und seinen beiden Kindern, Lena und Adnan, lebt Ivo in London.
Man könnte denken, bei Ivo sei alles perfekt, doch hinter den Kulissen des Profifußballers ist vieles durcheinander. Nur wenn er mit seinem Bruder Kurt und seinen Freunden Zeit verbringt, kann er sich entspannen, beispielsweise als sie beim Grillfest gemeinsam in der Garage sind und reden. Bei diesem Grillfest erzählt er ihnen, dass er heute seine Jugendliebe Mirna gesehen hat und nicht aufhören kann, an sie zu denken. Daraufhin bekommt Ivo von einem anderen Freund Mirnas Telefonnummer und die beiden treffen sich. Danach reist Ivo für die bevorstehenden Länderspiele zum Nationalteam in Wien. Da Mirna sowieso in Wien lebt, lädt er sie in sein Hotelzimmer ein. An diesem Abend haben sie zum ersten Mal Geschlechtsverkehr.
Zurück in London, verletzt sich Ivo am Rücken. Er kann deshalb nicht mit Jessy in eine Ballettaufführung gehen. Während der Genesungszeit kommt sein Berater Milo zu Besuch, der ihn gerne zu einem Verein nach China bringen würde. Ivo ist verärgert über die Geldgier Milos und schlägt das Angebot sofort aus.
Lange Zeit hört Ivo nichts von Mirna, bis plötzlich ein von ihr gemachtes Mixtape eintrifft. Ivo hört es sich im Verborgenen an, besorgt, dass Jessy ihn erwischen könnte. Die Lieder enthalten alle eine Botschaft. Dies führt dazu, dass Ivo noch mehr an Mirna denkt. Verzweifelt versucht Ivo, Kontakt zu Mirna aufzunehmen, und findet schließlich ihr Facebook-Profil.
Bald ist Weihnachten und Ivos Eltern kommen zum Feiern. Da sie orthodoxe Christen sind, feiern sie am 7. Januar. Ivo diskutiert mit seinen Eltern über die Herkunft seines Vornamens, was seinen Vater verärgert. Kurz darauf läuft es auch in der Beziehung mit Jessy nicht mehr so gut. Sie streiten sich oft, aber mit der Zeit lässt Jessy alles kalt, was Ivo nur noch mehr beschäftigt. „Sie lügt nicht nur, sie spielt ihm etwas vor, nämlich dass alles in Ordnung ist“. Ivo verbringt gerne Zeit mit seiner Tochter Lena, und so liest er ihr die Geschichte von Ikarus vor, von der er nicht viel hält.
Da sich Ivo in einem Spiel erneut verletzt, hat er nun genug Zeit für andere Dinge. Sein Freund Boki lädt ihn zu seiner Verlobungsfeier nach Wien ein. Kurz bevor er absagen will, fällt ihm ein, dass Mirna, Bokis Cousine, vielleicht auch dort sein wird. Deshalb überredet Ivo seinen Trainer, ihm zwei Tage frei zu geben, und fliegt anschließend nach Wien. Bei der Verlobungsfeier angekommen, merkt Ivo, dass Boki und seine Verlobte die Feier getrennt organisiert haben und somit im Raum nur Männer sind. Er fragt deshalb seinen Bruder, ob er kurz sein Auto ausleihen könne. Als sein Bruder bejaht, nimmt er sich das Auto und holt Mirna bei Bokis Verlobter ab. Sie fahren an die Donau und schlafen erneut miteinander.
Zurück in London, stößt Ivo auf Facebook auf einen Beitrag seines verstorbenen Trainers Kai beim FC Brügge. Ivo wechselte damals von Österreich erstmals ins Ausland und kam bei Kai als Nachwuchsverantwortlichem unter. Kai war für Ivo sehr wichtig, da er nie an ihm gezweifelt hat. Kai konnte aus Ivo den Musterschüler machen und dafür sorgen, dass er sich weiterentwickelte. „Ivo fand ihn einfach cool“. Dank Kai konnte Ivo diverse Erfolge in der Jugend feiern und schaffte dann auch den Sprung in die erste Mannschaft.
Wieder in der Nationalmannschaft, verbringt Ivo viel Zeit mit seinen Teamkollegen. Er ist glücklich, da sie in den darauffolgenden Spielen brillieren. Er entscheidet sich, mit Mirna Schluss zu machen. Die Gelegenheit dazu bietet sich kurz darauf, als er an einem Abend aus dem Hotel verschwindet und für das Abendessen zu ihr nach Hause geht. Doch sein Trennungswunsch lässt Mirna kalt. Daraufhin dreht Ivo durch und schlägt Teller und die Kleiderstange kaputt. Auch Mirna verliert die Fassung und die beiden beginnen zu streiten. Mirna nennt Ivo daraufhin einen „Scheißnarzissten“, sagt ihm, er solle mit dem „Scheiss-Macho-Jugo-Dreck“ aufhören, und wirft ihn raus. Als Ivo in sein Hotel zurückkehrt, überkommt ihn ein komisches Gefühl. Für ihn fühlt es sich so an, als würden seine Lungen kollabieren, worauf er ohnmächtig auf dem Boden zusammenbricht. Als er aufwacht, beginnt Ivo, sich zu hinterfragen, ob Mirna Recht mit ihrer Aussage hatte. Daraufhin spricht er mit dem Teampsychologen von Österreich, Ferdinand, und möchte wissen, ob er wirklich eine narzisstische Persönlichkeitsstörung hat. Bei der Therapiesitzung in der Hotelbar kann Ferdinand Ivo deutlich machen, dass er kein Narzisst ist. Doch das Gespräch entwickelt sich zu einem Monolog, da Ferdinand anfängt, alles Mögliche aus seinem Leben und seinen Erfahrungen zu erzählen. So ist Ivo am Ende froh, endlich in sein Hotelzimmer gehen zu können.
Zurück in London, gibt sich Ivo Mühe, dass sich sein Verhältnis mit Jessy verbessert. Am Flughafen kauft er Schokolade und Kerzen, um sie zu überraschen. Zuhause richtet er das Ehebett schön her, worauf Jessy und Ivo Geschlechtsverkehr haben. Dieser wird aber gleich von Lena unterbrochen, die in das Zimmer platzt, da sie Angst hat. Ivo verbringt wieder viel Zeit mit Lena und begleitet sie sogar an seinem eigenen Geburtstag zum Kindergeburtstag eines Freundes von Lena.
Kurz darauf hat Ivo ein Auswärtsspiel und wird nicht eingewechselt. Obwohl Jessy und Lena extra angereist sind, verlässt er das Stadion wütend ohne sie. Doch dann hört Ivo im Radio, dass es in der Nähe des Stadions eine Explosion gab, die laut Augenzeugen durch einen Helikopterabsturz verursacht wurde. Ivo denkt sofort, dass seine Frau und Tochter im Helikopter waren. Mit Horrorvorstellungen im Kopf rast er nach Hause, trifft aber im Wohnzimmer die in Tränen aufgelöste Jessy an, die er sofort in die Arme schließt. Auch Lena ist wohlauf, und Ivo wird klar, wie viel Glück er mit seiner Familie und allem voran mit Jessy hat.
Da Ivos Berater an einem Wechsel zu AS Rom arbeitet, fliegen Ivo und Jessy nach Italien, um mögliche zukünftige Häuser zu besichtigen. Sie verbringen eine schöne Zeit zusammen und finden auch eine Villa, die gut zu ihnen passt. Auch in Italien reflektiert Ivo über die vergangene Zeit. Er kommt zu dem Schluss, dass nicht der Unfall, sondern nur er selbst, „mit seiner dummen Gedankenlosigkeit und seinem Egoismus“, sein Leben gefährdet hat. Die ganze Geschichte erscheint ihm plötzlich sehr unbedeutend und fern, aber die Angst, dass die Affäre auffliegen könnte, verfolgt ihn in seinen Träumen.
Schlussendlich ist der Wechsel von Ivo nach Italien zum AS-Rom perfekt. Doch schon in seinem ersten Spiel im Stadio Olimpico fliegt er wegen einer Tätlichkeit vom Platz. So endet der Roman mit einer roten Karte und dem langen Gang in die Kabine.

## Rezensionen
Der Roman erregte Aufmerksamkeit und wurde von zahlreichen deutschsprachigen Zeitschriften rezensiert. Die Kritiken waren überwiegend positiv.
Die Schriftstellerin Marlen Hobrack lobte in der taz die schlichten, doch durchaus existentiellen Fragen, kreisenden Gedanken und schiefen Sprachbilder des 27-jährigen Fußballstars. Laut Hobrack passen Schachingers Sprachkunsttricks zu dem tiefen Blick ins Fußballerhirn und -herz. Sie fügt hinzu, dass Schachingers Roman für Leser, welche die Insider-Referenzen mitkriegen, ein Leckerbissen sei und für alle anderen sei der Roman ebenfalls ein Vergnügen.
Philipp Selldorf, Sportjournalist bei der Süddeutschen Zeitung, preist Tonio Schachingers fiktive Fußballerautobiografie. Dem Autor gelinge es, das Privatleben eines Fußballstars so überzeugend zu offenbaren, als wäre er selbst vor Ort gewesen, so Selldorf. Selldorf lobt den Witz und die Originalität von Schachingers Beschreibungen des Milieus und des Wiener Dialekts sowie die Ergebnisse seiner Recherchen auf Instagram-Profilen realer Vorbilder der Hauptfigur. Der Leser erfahre, wie und was ein Fußballer denkt, wenn er nicht auf dem Platz steht. Zusätzlich zur sportlichen Perspektive erzähle Schachinger eine Liebesgeschichte.

### Preise und Auszeichnungen
Schachingers Debüt-Roman stand im Jahr 2019 auf der Shortlist des deutschen Buchpreises.